# EW Lacertae
EW Lacertae (HD 217050, HR 8731) är en ensam stjärna belägen i den mellersta delen av stjärnbilden Ödlan. Den har en högsta skenbar magnitud av ca 5,22 och är svagt synlig för blotta ögat där ljusföroreningar ej förekommer. Baserat på parallax enligt Gaia Data Release 3 på ca 3,48 mas beräknas den befinna sig på ett avstånd av ca 940 ljusår (ca 287 parsec) från solen. Den rör sig närmare solen med en heliocentrisk radialhastighet av ca -14,5 km/s.

## Observation
Även om spektrogram av EW Lacertae, då känd som Boss 5918 eller BD+47°3985, hade förvärvats så tidigt som 1887, märktes existensen av ett hölje som omgav EW Lacertae först i ett spektrogram taget 1913. Edvin Frost noterade 1919 att stjärnan var variabel. År 1943 rapporterade Ralph Baldwin att EW Lacertae hade ett skalspektrum. Skalspektrat hade försvunnit under åren 1918 - 1921, men dök upp igen 1922. Spektra tagna 1925, 1926 och 1928 visade återigen inga drag förknippade med ett skal, men skaldragen i spektrat var mycket tydliga i slutet av 1940.
Observationer i början av 1950-talet vid Lick Observatory av Merle Walker visade att EW Lacertae var en variabel stjärna, och den fick dess variabelbeteckning i General Catalog of Variable Stars.
De komplexa variationerna som ses i spektrumet av EW Lacertae kan orsakas av en gasskiva som omger stjärnan, sedd nästan på kanten av en observatör på jorden, som ibland har tillfälliga densitetsökningar som kvarstår i flera år.

## Egenskaper
EW Lacertae är en blå till vit jättestjärna av spektralklass B4 IIIpe, en het jättestjärna som visar emissionslinjer. Andra publikationer har gett spektraltyp mellan B1 och B5, en ljusstyrka klass III (jätte) eller IV (underjätte), och noterat olika spektrala egenheter relaterade till att vara en skalstjärna. Den har en massa av ca 5,9 solmassor, en radie av ca 7,0 solradier och utsänder energi från dess fotosfär motsvarande ca 2 084 gånger solen vid en effektiv temperatur av ca 15 200 Stjärnan är en Gamma Cassiopeiae-variabel, som varierar i ljusstyrka från magnitud 5,22 till 5,48, över en period av cirka 8,7 timmar. Stjärnans variabla spektrum, som visar förändringar på tidsskalor som sträcker sig från timmar till decennier, har övervakats i mer än ett sekel.